# Pavol Jonáš
Pavol Jonáš (* 18. Juni 1925 in Prietrž, Tschechoslowakei; † 2008 in Bratislava) war ein slowakischer Politiker (KPTsch) und Agrarfunktionär. Er war Vorsitzender des Verbandes der Genossenschaftsbauern der ČSSR.

## Leben
Nach einem Studium an der Höheren Landwirtschaftsschule, das er als Diplomingenieur der Landwirtschaft abschloss, wurde Jonáš Vorsitzender der Landwirtschaftlichen Produktionsgenossenschaft in Prietrž, Okres Senica. Von 1968 bis 1972 war er zunächst Vorsitzender des Verbandes der Genossenschaftsbauern der Slowakischen Sozialistischen Republik (slowakisch Zväz družstevných roľníkov SSR), ab 1972 dann Vorsitzender des Verbandes der Genossenschaftsbauern der ČSSR (tschechisch Svaz družstevních rolníků ČSSR).
Jonáš trat 1954 der Kommunistischen Partei der Tschechoslowakei (KPTsch) bei. Von 1969 bis 1971 war er Mitglied des ZK der Kommunistischen Partei der Slowakei und der landwirtschaftlichen Kommission des ZK. Seit 1976 war er Mitglied der Kommission für Landwirtschaft und Ernährung des ZK der KPTsch. Auf dem XVI. (1981) und XVII. Parteitag (1986) der KPTsch wurde er zum Kandidaten des ZK gewählt. 
Von 1969 bis 1971 war er Abgeordneter und Mitglied des Präsidiums des Slowakischen Nationalrates. Von 1968 bis 1972 war er zudem Mitglied des Präsidiums des ZK der Nationalen Front der ČSSR. Seit 1976 war er Abgeordneter der Föderalversammlung der ČSSR.

## Auszeichnungen
- 1975 – Řád práce (Orden der Arbeit)

## Belege
1. ↑  Obec Prietrž, abgerufen am 7. Dezember 2013

| Personendaten    | Personendaten                                      |
| ---------------- | -------------------------------------------------- |
| NAME             | Jonáš, Pavol                                       |
| KURZBESCHREIBUNG | tschechoslowakischer Politiker und Agrarfunktionär |
| GEBURTSDATUM     | 18. Juni 1925                                      |
| GEBURTSORT       | Prietrž, Tschechoslowakei                          |
| STERBEDATUM      | 2008                                               |
| STERBEORT        | Bratislava                                         |